# Original Dungeons and Dragons
Dungeons & Dragons est un jeu de rôle américain créé et publié par Dave Arneson et Gary Gygax en 1974 chez Tactical Studies Rules (TSR).
Pour le différencier des éditions ultérieures de Donjons et Dragons, il est aujourd’hui d’usage de l’appeler Original Dungeons & Dragons (OD&D).
Le terme « jeu de rôle » n’y apparaît pas, la couverture portant la mention : « Règles pour campagnes de wargame médiéval fantastiques jouables avec du papier, des crayons et des figurines miniatures ».

## Préhistoire

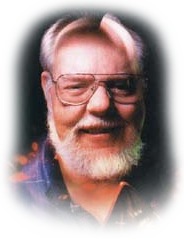
Dave Arneson (1947-2009).

En 1967, Dave Wesely (en), membre de la Midwest Military Simulation Association (en) (MMSA) à Minneapolis-Saint Paul, organise un wargame napoléonien où il propose aux joueurs d'incarner des officiers, mais aussi des habitants de la ville fictive de Braunstein.
En décembre 1970, un autre membre de la MMSA, Dave Arneson, propose d'adapter le concept à un wargame à figurines médiéval, Chainmail. En effet, une première version de Chainmail vient d'être publiée par Jeff Perren dans le septième numéro de The Domesday Book, le bulletin de la Castle & Crusade Society (en), une association de jeux de batailles médiévales à figurines. Inspirée de règles anonymes publiées antérieurement, cette version de Chainmail y ajoute le Fantasy supplement, qui permet de simuler des batailles fantastiques, et tout particulièrement celles du Seigneur des anneaux. Dave Arneson créé alors « Castle Blackmoor », un château et un village fictif, où les joueurs vont incarner un personnage. Il incorpore ensuite des éléments de la version publiée de Chainmail, éditée par Jeff Perren et Gary Gygax. 
En 1972, Dave Arneson et son ami Dave Megarry se rendent à Lake Geneva pour organiser une séance de jeu à laquelle sont conviés Gary Gygax, Rob Kuntz et Terry Kuntz. Cette rencontre encourage Gygax à créer sa propre campagne, qu'il développe autour du « Castle Greyhawk ». C'est la première étape de création du monde de Greyhawk.
Gygax et Arneson avaient déjà collaboré pour la création d'un jeu de simulation de batailles navales sur la guerre civile américaine, Don't give up the ships!. Arneson a d'ailleurs adapté certains mécanismes de ce jeu à sa campagne de Blackmoor, dont la classe d'armure et les points de coup. Tous les deux sont membres de la Castle & Crusades society. Dans son bulletin interne, celle-ci publie une carte d'un monde fictif, plus ou moins fondée sur celle des États-Unis d'Amérique, où peuvent s'affronter des armées qui n'auraient pu se rencontrer dans l'histoire réelle. Le centre de cette carte est le « Grand royaume ». Arneson et Gygax vont localiser leurs campagnes respectives sur cette carte.

## La gamme OD&D

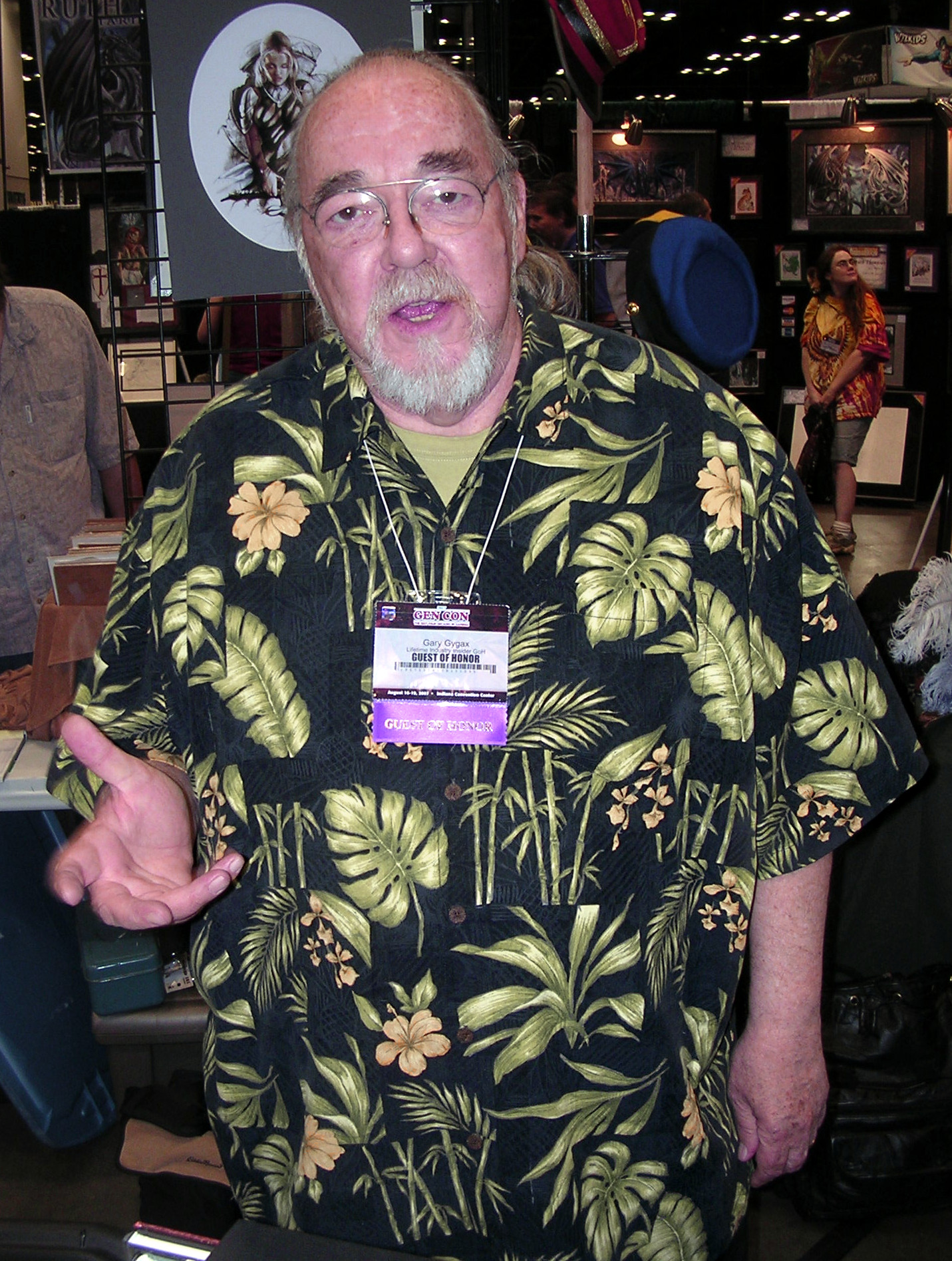
Gary Gygax en 2007.

Le « corpus officiel » de l'édition originale de Donjons et Dragons (D&D) est formé de :
- Chainmail, un jeu de batailles avec figurines publié en 1971.
- la boite de jeu, comprenant les trois « petits livres bruns » (little brown books, abrégé lbb), publiée en 1974.
- les quatre suppléments (I : Greyhawk[3], II : Blackmoor, III : Eldritch Wizardry ; IV : Gods, Demi-Gods & Heroes), publiés en 1975-1976.
- les sept numéros de la Strategic Review, publiés en 1975-1976.
- Swords & Spells, adaptation de Chainmail à l'évolution de D&D, publié en 1977.
- Don't give up the ships!
- Outdoor Survival

Les « petits livres bruns » ont fait l'objet de six impressions successives, entrainant des modifications mineures. Jusqu'à la cinquième impression (avril 1976), les Hobbits et les Ents sont toujours présents. Ils sont respectivement renommés en Halfling et Tréant dans la dernière, pour des raisons de trademark.
Publié en 1975 par Gary Gygax et Robert J. Kuntz, avec des illustrations de Greg Bell, Supplement I: Greyhawk puisait son titre dans la campagne maitrisée par Gary Gygax lui-même. Ce document fournit des classes de personnage, des règles et des monstres spécifiques du monde de Greyhawk mais ne donnait aucune indication sur l'historique de l'univers. La même chose est vraie pour le supplément Blackmoor. 
L'ensemble de ce corpus est publié en langue anglaise et n'a jamais été publié officiellement en français.

## Les successeurs
L'édition Holmes n'est déjà plus OD&D mais une nouvelle version destinée à introduire la nouvelle gamme qui va lui succéder. L'édition Holmes est la première édition de la gamme Basic D&D tandis que AD&D sera la version plus complète des règles. 
Le psychologue californien John Eric Holmes (en) fut chargé par Gary Gygax de publier une édition de Dungeons & Dragons qui aurait pour but de faciliter l'accès au jeu et d'introduire AD&D. Publiée sous forme de boite en 1977, cette édition reprenait sous une forme plus synthétique l'essentiel des trois petits livres bruns, à l'exception des règles sur les voyages dans les terres sauvages et des combats aériens. Elle intégrait la classe du voleur, présentée dans le Supplément I : Greyhawk, comme une des classes non optionnelles mais pas les autres classes additionnelles de OD&D, et une partie des monstres et règles nouvelles publiés dans les suppléments. 
Le texte fait parfois référence à Advanced Dungeons & Dragons, alors en préparation, mais la compatibilité entre les deux n'est pas parfaite. En outre, l’édition « Holmes » ne permettait de jouer que jusqu'au niveau 3. Il existe une traduction non officielle en français de cette édition « Holmes », sans nom de traducteur ni d'éditeur.
Le Monsters Manual publié par Advanced Dungeons & Dragons, ne fait théoriquement pas partie de ce corpus, puisqu'il a été publié pour une nouvelle version « avancée » du jeu. Mais, premier supplément de la nouvelle gamme, il ne pouvait être employé qu'avec D&D lors de sa parution.

## Spécificités des règles de OD&D

### Classes et types de personnages
Il existe trois classes principales de personnages : les hommes-combattants (fighting-men), les utilisateurs-de-magie (magic-users) et les clercs (clerics). Les deux premières classes apparaissent déjà dans Chainmail. Le clerc est un ajout de Dave Arneson : afin de donner du fil à retordre à Sir Fang, un vampire qui jouait un rôle important dans sa campagne de Blackmoor, il ajouta cette classe modelée sur Van Helsing et sur le chasseur de vampires typique des films de la Hammer, d'où sa capacité à repousser les morts-vivants.
En 1975, le Supplement I : Greyhawk ajoutait deux classes de personnages, le paladin et le voleur. Le paladin semble puiser son inspiration dans le personnage de Holger Carlson, dans le roman de Poul Anderson, Trois cœurs et trois lions. Une première version du voleur était parue, sous la plume de Gary Gygax, en juin 1974, dans le fanzine The Great Plains Game Players Newsletter n° 9, d'après une idée de Gary Schweitzer. Les principales attributions du voleur s'y trouvent déjà, y compris l'emploi de pourcentage pour les aptitudes, la possibilité pour les non-humains d'être voleurs. Cependant, seuls l'alignement neutre est alors autorisé (alors qu'ils peuvent également être chaotiques dans Greyhawk), et l'emploi du bouclier est autorisée pour les voleurs.
La même année, le Supplement II : Blackmoor offre la possibilité de jouer des moines, sous-classe du clerc, et des assassins, sous-classe du voleur, toutes deux réservées aux humains. Avec ses d'aptitudes de combat à mains nues, de capacités d'esquive et de pouvoirs mentaux, le moine est inspiré de la sérié de romans L'Implacable. L'assassin est déjà mentionné comme un personnage non-joueur possible dans la boite de base. Son emploi est proposé comme personnage joueur dans Blackmoor « sous certaines circonstances et dans de vastes campagnes ».
En 1976, le supplément III : Eldritch Wizardry, rédigé par Gary Gygax et Brian Blume, ajoute le druide. Cette classe, inspirée du druide de l'antiquité, fut initialement proposée par Dennis Sustare, futur auteur de Bunnies & Burrows, puis présentée à Gary Gygax par l'intermédiaire de Tim Kask.
Plusieurs classes sont aussi présentées dans The Strategic Review, revue publiée par TSR : le rôdeur (« ranger »), l'illusionniste et le barde.
Dans OD&D il n'y a pas de notion de race. Les non-humains sont présentés comme des types personnages au sein des classes. De plus étant donné que les non-humains n'ont pas le choix de leur classe on est dans un schémas dans lequel les races sont des classes. Les suppléments de OD&D utilisent ensuite le terme de race. Mais comme ce sont des suppléments optionnels la mécanique centrale de OD&D est celles des races en tant que classe. Les races en tant que classe qu'on retrouvera ensuite dans certaines éditions D&D Basic sont donc directement issues de OD&D qui a initié cette mécanique.
Les quatre types de personnages sont humain, nain, elfe et hobbit ! Pour des raisons de copyright, les hobbits vont devenir des halfelins (halflings) à partir de la sixième impression. Il est visible, dans le texte, que le hobbit est inclus pour que tous les types de personnages héroïques présents dans l'univers de Tolkien soient représentés mais que les auteurs doutent de leur jouabilité, si l’on en croit la mention « si jamais un joueur voulait en être un » (Should any player wish to be one).
Les nains et les hobbits / halfelings ne peuvent être que hommes-combattants. Les elfes sont à la fois hommes-combattants et utilisateurs-de-magie. Les humains peuvent être hommes-combattants, utilisateur-de-magie ou clerc. Les hobbits sont limités au niveau 4, les nains au niveau 6 d'homme-combattant. Les elfes peuvent progresser jusqu’au niveau 4 de fighting-men et 8 de magic-users. Il semble que ces limitations sont prévues pour contrebalancer les avantages raciaux. Les elfes ont la particularité de progresser dans les deux classes en même temps, mais de devoir choisir l’une ou l’autre selon la séance de jeu. Les explications concernant cette dernière règles au sujet des elfes restent floues dans les livres.

### Caractéristiques
Les caractéristiques (abilities) sont au nombre de six : Force, Intelligence, Sagesse, Constitution, Dextérité et Charisme. Il n’existe pas de score minimal dans une caractéristique pour être membre d’une classe. Les trois premières constituent les prérequis (prime requisite) des trois classes, c’est-à-dire qu’elles confèrent un bonus ou un malus, de -20% à +20% suivant leur score, aux points d’expérience acquis par le personnage. Ainsi, un homme-combattant avec une faible force progressera moins vite qu’un autre avec un meilleur score. Les scores dans chaque caractéristique sont tirés au hasard avec trois dés à six faces, et répartis dans l'ordre de la feuille de personnage.
Dans les « petits livres bruns », il n'y a pas de score minimum pour faire partie d'une classe ou d'une race dans les règles principales. C'est avec le Paladin publié dans le supplément I: Greyhawk optionnel qu'apparaît l'idée de score minimaux pour être membre d'une classe. Certaines éditions suivantes de D&D imposeront ensuite de telles limitations. 

### Alignements
Chaque personnage doit choisir un alignement, entre Loi, Neutralité et Chaos. La notion même d’alignement n’est définie que comme une attitude. Ces trois alignements sont fortement inspirés du livre de Poul Anderson, Trois cœurs et trois lions. Les elfes et les nains ne peuvent être dans le camp du Chaos, de même que les hobbits peuvent seulement être dans celui de la Loi. Seuls les humains, de toutes les créatures, peuvent choisir librement leur alignement. L’idée de langages propres à chaque alignement est également introduite.
L'édition D&D Basic « Holmes » de 1978 introduidra par la suite un système à cinq alignements en deux axes croisés (Loi / Chaos et Bien / mal) : Loyal bon, Chaotique bon, Neutre, Loyal mauvais, Chaotique mauvais.
Le Monster Manual publié dès 1977 pour Advanced Dungeons & Dragons, employait le même système à cinq alignements, contrairement aux neuf alignements présents dans le développement ultérieur du jeu : la totalité des monstres sont classés dans les cinq alignements, même si on voit apparaître quelques tendances, notées entre parenthèses, pour certaines créatures.

### Système de combat
OD&D possède plusieurs systèmes de combat. Par défaut, ce sont les règles de Chainmail qui s’appliquent. À chaque niveau et pour chaque classe correspond une capacité de combat (fighting capability) exprimée selon les catégories du jeu de figurines : homme, héros, super-héros, et magicien (wizard) pour les utilisateurs-de-magie. Celles-ci peuvent être associées à un nombre ou à des bonus. Ainsi, un clerc de niveau 7 à la capacité de combat d’un héros +1, c’est-à-dire qu’il lance les dés comme un héros, avec un bonus de +1, tandis qu’un thaumaturge, utilisateur-de-magie de niveau 5, se bat comme 3 hommes. 
L’une des difficultés réside dans l’empilement de règles dans Chainmail, qui propose des systèmes différents pour gérer le combat de masses, le combat « d’homme à homme » (man-to-man), les joutes de chevaliers et le combat contre des créatures fantastiques. Ces quatre systèmes ont en commun d‘être joués uniquement avec des dés à six faces. 
« Pour ceux qui préfèrent une méthode différente », précisent les règles, il est proposé un « système de combat alternatif ». Dans celui-ci, le joueur lance un dé à vingt faces et l’arbitre vérifie, en fonction du niveau du personnage et de la classe d’armure de son adversaire, si le coup porte ou non. Ce système alternatif, qui va rester par la suite le fondement du système de combat de Donjons et Dragons et de ses dérivés, est donc à l’origine optionnel. 

### Classe d'armure
La classe d'armure est descendante : plus l'armure est solide, plus le score est bas, avec une échelle de 9 à 2. Cela provient, de règles écrites par Dave Arneson pour un jeu de combat naval durant la guerre civile américaine, qui ne semble pas avoir été publié. Néanmoins, on peut trouver la liste des trois types d'armures (armure de cuir, Cotte de mailles, armure à plaques, avec ou sans bouclier dans le combat d'« homme à homme » (Man-to-man) de Chainmail.

### Points de coup
Les points de coup sont également une invention de Dave Arneson. Le supplément II : Blackmoor introduit en outre un système de localisation des dégâts, selon le type de créature, avec répartition des points de coup par zone. Néanmoins, Dave Arneson admet qu'il n'employait cette méthode que pour les combats les plus importants, et dans le cadre d'un système de combat modifié par rapport aux règles publiées. Dans les « petits livrets bruns », les points de coup des personnages et des créatures sont toujours lancés avec des dés à six faces, dont le nombre est fonction du niveau.

### Sauvegardes
Les « chances de sauvegarde », qui permettent d'échapper aux effets d'un danger naturel ou surnaturel apparaissent dans Chainmail, sans faire l'objet d'une règle systématique. Il s'agit de réussir un lancer au-dessus d'un score déterminé avec deux dés à six faces. Les « petits livrets bruns » portent trace d'un système fondé sur l'usage des caractéristiques, qui fait sans doute partie des éléments amenés par Dave Arneson. Mais le système exposé est différent : il institue cinq catégories de sauvegardes, avec des scores arbitraires liés à la classe et au niveau du personnage. Il s'agit de lancer un dé à vingt faces au-dessus de ce score. Aucun système n'est proposé pour les sauvegardes des monstres. L'édition Holmes suggère, pour sa part, d'employer celles de la classe la plus appropriée pour les monstres, au cas par cas, entérinant vraisemblablement la pratique des joueurs.

## Monstres
Une première liste de monstres avec leurs caractéristiques particulières apparaissait dans Chainmail. Les « petits livrets bruns » y font référence, de manière plus ou moins explicite, si bien que les descriptions de certaines créatures y sont incomplètes. Elles se présentent sous la forme d'un tableau mentionnant les dés de vie, la classe d'armure, la vitesse de mouvement, le nombre et le type de trésor. Les capacités particulières sont reprises plus loin sous forme de texte, sans reprendre ces éléments. 
Dans les « petits livrets bruns », les monstres proviennent de sources variées : mythologie grecque, folklore germanique et anglo-saxon, légendes médiévales, contes orientaux, littérature fantastique. On relève l'influence de J. R. R. Tolkien, de Lord Dunsany et de Poul Anderson. Le gnoll, qui n'est pas encore décrit comme un humanoïde à tête de hyène tel qu'il le sera dans les éditions ultérieures, est l'un des créations originales, bien qu'il s'inspire partiellement de sources littéraires. Limon vert, pudding noir, vase grise et ver pourpre semblent être des inventions de Gary Gygax. 

## Le«revival»
L'édition originale de Dungeons & Dragons continue d'intéresser certains joueurs, trente-cinq ans après sa création. Des versions pdf des livrets originaux ont été diffusés par Wizards of the Coast, propriétaire actuel du catalogue TSR, jusqu'à la décision de cette entreprise de mettre fin à la diffusion des supports numériques. Mais Judge Guild, un éditeur américain qui a publié, sous licence, du matériel pour OD&D depuis 1976, continue de diffuser son propre catalogue sous cette forme. Un autre éditeur américain, « Brave Halfling Publishing », publie des scénarios et suppléments originaux (sous l'appellation Original edition).
Plusieurs « rétroclones », c'est-à-dire des jeux reprenant les mécanismes essentiels et l'esprit d'un jeu antérieur, ont été publiés sous l'inspiration d'Original Dungeons & Dragons : Sword & Wizardry, Spellcraft & Swordplay, Microlite74, et en français, Épées & sorcellerie. En outre, il existe un supplément Original Edition Characters pour Labyrinth Lord.